# First Yaya
First Yaya é uma telenovela filipina produzida e exibida pela GMA Network de 15 de março a 2 de julho de 2021, estrelada por Sanya Lopez e Gabby Concepcion.

## Elenco

### Elenco principal
- Sanya Lopez como Melody Reyes[1]
- Gabby Concepcion[2] como Glenn Francisco Acosta

### Elenco de apoio
- Pancho Magno como Conrado "Conrad" Enriquez[3][4]
- Cassy Legaspi[5] como Nina Acosta
- Joaquin Domagoso[6] como Jonas Ricafrente
- Sandy Andolong[7] como Edna Reyes
- Gardo Versoza[8] como Luis Prado
- Maxine Medina como Lorraine Prado[9]
- Boboy Garovillo[10] como Florencio Reyes
- Pilar Pilapil[11] como Blesilda "Blessie" Acosta
- Kakai Bautista como Pepita
- Cai Cortez como Norma
- Analyn Barro como Gemmalyn Rose "Gemrose" Reyes
- Thou Reyes[4] como Yessey Reyes
- Patricia Coma[4] como Nicole Acosta
- Clarence Delgado[4][12] como Nathaniel "Nathan" Acosta
- Thia Thomalla[8] como Valerie "Val" Cañete
- Jon Lucas[8] como Titus de Villa
- Glenda Garcia[13] as Marni Tupaz
- Anjo Damiles como Jasper Garcia
- Kiel Rodriguez como Paul Labrador
- Jerick Dolormente como Lloyd Reyes
- Hailey Mendes como Charlie

## Exibição
| País/Região      | Emissora     | Data de estréia     | Data de final      | Título     |
| ---------------- | ------------ | ------------------- | ------------------ | ---------- |
| Filipinas        | GMA Network  | 15 de março de 2021 | 2 de julho de 2021 | First Yaya |
| Estados Unidos   | GMA Pinoy TV | março de 2021       | julho de 2021      | First Yaya |
| Canadá           | GMA Pinoy TV | março de 2021       | julho de 2021      | First Yaya |
| Japão            | GMA Pinoy TV | março de 2021       | julho de 2021      | First Yaya |
| Taiwan           | GMA Pinoy TV | março de 2021       | julho de 2021      | First Yaya |
| Hong Kong        | GMA Pinoy TV | março de 2021       | julho de 2021      | First Yaya |
| Malásia          | GMA Pinoy TV | março de 2021       | julho de 2021      | First Yaya |
| Indonésia        | GMA Pinoy TV | março de 2021       | julho de 2021      | First Yaya |
| Singapura        | GMA Pinoy TV | março de 2021       | julho de 2021      | First Yaya |
| Papua-Nova Guiné | GMA Pinoy TV | março de 2021       | julho de 2021      | First Yaya |
| Austrália        | GMA Pinoy TV | março de 2021       | julho de 2021      | First Yaya |
| Nova Zelândia    | GMA Pinoy TV | março de 2021       | julho de 2021      | First Yaya |
| Europa           | GMA Pinoy TV | março de 2021       | julho de 2021      | First Yaya |
| Médio Oriente    | GMA Pinoy TV | março de 2021       | julho de 2021      | First Yaya |